# Amarna Royal Tombs Project
Amarna Royal Tombs Project (ARTP) o Proyecto de Tumbas Reales de Amarna es una expedición arqueológica dedicada al Período de Amarna. Fue establecida en 1998 para determinar sobre el terreno y en los registros de la antigüedad el destino de los desaparecidos muertos reales de Amarna, que fueron transferidos tras el abandono de El-Amarna al Valle de los Reyes durante el reinado del faraón Tutanjamón de la Dinastía XVIII. Nicholas Reeves de la Universidad de Durham es el director del proyecto.